# Grevillea ripicola
Grevillea ripicola är en tvåhjärtbladig växtart som beskrevs av Edward George. Grevillea ripicola ingår i släktet Grevillea och familjen Proteaceae. Inga underarter finns listade i Catalogue of Life.